# Dimidiochromis
Dimidiochromis – rodzaj słodkowodnych, drapieżnych ryb okoniokształtnych z rodziny pielęgnicowatych (Cichlidae).

## Występowanie
Afryka Wschodnia: jeziora Malawi (Niasa) i Malombe oraz rzeka Shire.

## Klasyfikacja
Gatunki zaliczane do tego rodzaju:
- Dimidiochromis compressiceps
- Dimidiochromis dimidiatus
- Dimidiochromis kiwinge
- Dimidiochromis strigatus

Gatunkiem typowym jest Haplochromis strigatus.